# Eviota flebilis
Eviota flebilis, tên thông thường là tearful dwarfgoby, là một loài cá biển thuộc chi Eviota trong họ Cá bống trắng. Loài này được mô tả lần đầu tiên vào năm 2014.

## Từ nguyên
Theo tiếng Latinh, từ flebilis trong danh pháp của E. flebilis bắt nguồn từ flebilis có nghĩa là "đẫm nước mắt", ám chỉ vệt đốm giống như giọt nước mắt dưới mắt của loài cá này.

## Phạm vi phân bố và môi trường sống
E. flebilis có phạm vi phân bố ở Tây Thái Bình Dương. Loài cá này chỉ được tìm thấy ở xung quanh đảo Amami-oshima, quần đảo Kerama và đảo Iriomote-jima thuộc quần đảo Ryukyu (Nhật Bản). Các mẫu vật được thu thập gần các rạn san hô ở độ sâu khoảng 4 – 8 m.

## Mô tả
Chiều dài cơ thể tối đa được ghi nhận ở E. flebilis là 1,16 cm. Đầu và thân trong mờ với các đốm màu trắng và đỏ. Vùng màu đỏ trải dài dọc theo cột sống, có 7 đốm màu trắng nằm trong vùng đỏ này. Các vạch hẹp màu đỏ kéo dài từ cột sống xuống đến bụng. Bụng, má và đỉnh đầu màu đỏ với những đốm trắng. Một dãy 8 đốm trắng từ gốc vây ngực dọc hai bên lườn đến gốc vây đuôi. Vài đốm trắng nhỏ trên má và nhiều hơn trên đỉnh đầu. Mống mắt màu vàng với các vạch đỏ và các chấm nhỏ màu vàng-trắng bao quanh đồng tử. Gốc vây đuôi có vết đen hình tam giác. Màng vây lưng, vây hậu môn và vây đuôi có nhiều chấm đen.
Số gai ở vây lưng: 7; Số tia vây ở vây lưng: 8; Số gai ở vây hậu môn: 1; Số tia vây ở vây hậu môn: 7; Số tia vây ở vây ngực: 15.